# Harrington (Northamptonshire)
Harrington es un pueblo y una parroquia civil del distrito de Kettering, en el condado de Northamptonshire (Inglaterra).

## Demografía
Según el censo de 2001, Harrington tenía 154 habitantes (72 varones y 82 mujeres). 27 (17,53%) de ellos eran menores de 16 años, 118 (76,62%) tenían entre 16 y 74, y 9 (5,84%) eran mayores de 74. La media de edad era de 41,44 años. De los 127 habitantes de 16 o más años, 30 (23,62%) estaban solteros, 82 (64,57%) casados, y 15 (11,81%) divorciados o viudos. 87 habitantes eran económicamente activos, todos ellos empleados. Había 67 hogares con residentes y ninguno sin ocupar.
| 140                         | 164 | 184 | 191 | 238 | 201 | - | - | 213 | 176 | 180 | 182 | 172 | 140 | - | 149 | 143 |
| (Fuente: Vision of Britain) |     |     |     |     |     |   |   |     |     |     |     |     |     |   |     |     |